# 梅原村 (岐阜県郡上郡)
梅原村（うめはらむら）はかつて岐阜県郡上郡に存在した村である。
現在の郡上市美並町梅原に該当する。

## 歴史
- 1889年（明治22年）7月1日 - 町村制で梅原村発足。
- 1897年（明治30年）4月1日 - 大原村、白山村、三戸村が合併し、下川村発足。同日梅原村は廃止。